# Mindi Abair
Mindi Abair (nascida em 23 de Maio de 1969 em São Petersburgo, Flórida) é Americana, saxofonista do gênero musical smooth jazz com influências da música Pop. Mindi já gravou e esteve em turnê com os Backstreet Boys, Duran Duran, Mandy Moore, Josh Groban, Adam Sandler, Keb' Mo', Lalah Hathaway, Lee Ritenour, Teena Marie, John Tesh, Bobby Lyle, Jonathan Butler, Peter White e Rick Braun.

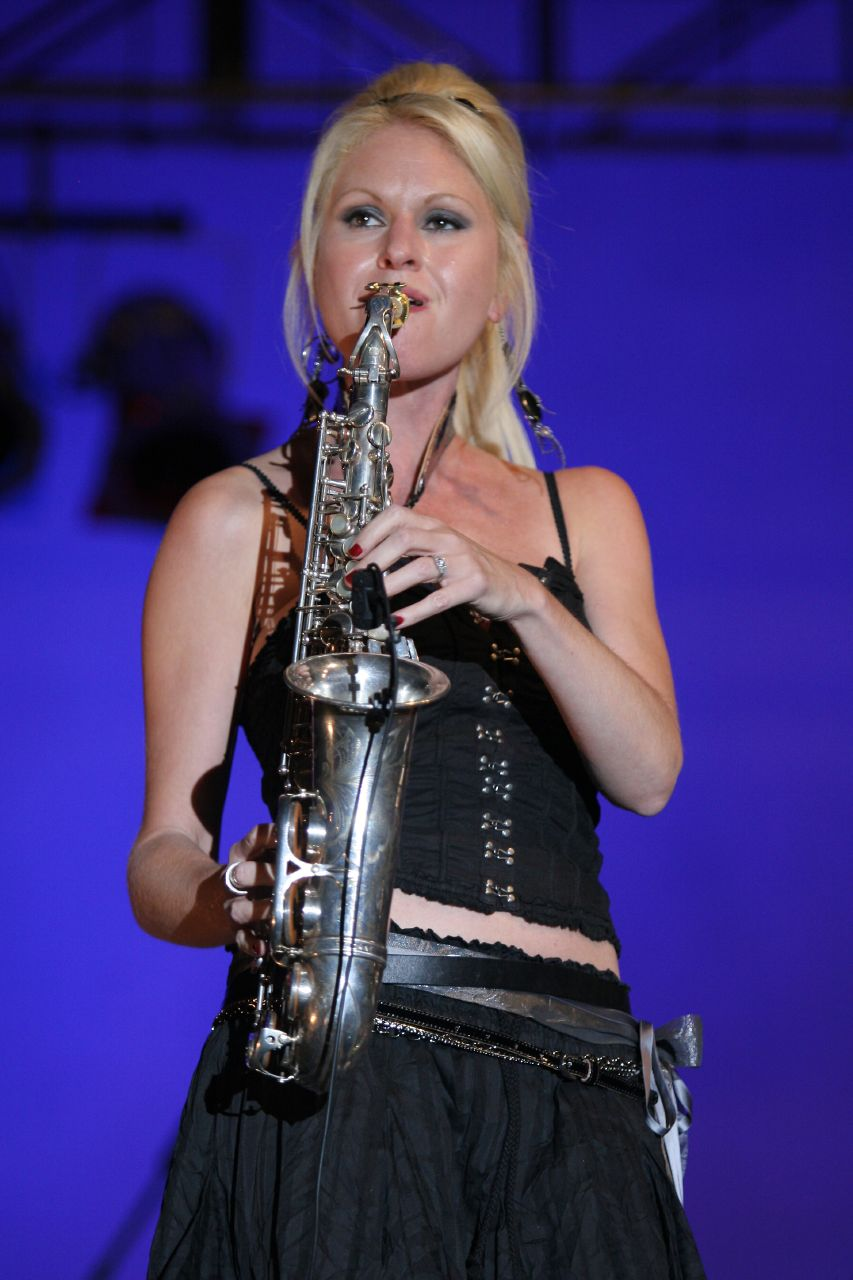
Mindi Abair com seu saxofone alto Selmer Mark VI.

Em 1999 ela lançou de forma independente um álbum pop intitulado: Always and Never the Same.
Em 2003, Abair mudou do gênero pop para o jazz. Ela fez contrato com a Verve Records e lançou o álbum It Just Happens That Way, que alcança o sétimo lugar na "Billboard Contemporary Jazz Chart" e manteve na lista dos Top 10 por 19 semanas consecutivas. A Billboard declarou o CD It Just Happens That Way um dos dez melhores CDs contemporâneos de Jazz do ano.
Em 2010, Abair lança o CD intitulado "In Hi-Fi Stereo," produzido pela Rex Rideout.
Abair também toca a flauta, o teclado e canta, e ela é a apresentadora do programa de rádio Chill with Mindi Abair desde 2007, que se foca no gênero musical chill out.
Desde 23 de Abril de 2005 está casada com o guitarrista Jason Stelle.

## Discografia

### Álbuns
- Always and Never the Same (1999)
- It Just Happens That Way (2003)
- I Can't Wait for Christmas (2004)
- Come As You Are (2005)
- Life Less Ordinary (2007)
- A Peter White Christmas with Mindi Abair and Rick Braun (2007)
- Stars (2008)
- In Hi-Fi Stereo (2010)